# NGC 3471
NGC 3471 (другие обозначения — UGC 6064, MCG 10-16-39, MK 158, ZWG 291.18, IRAS10560+6147, PGC 33074) — спиральная галактика (Sa) в созвездии Большой Медведицы. Открыта Уильямом Гершелем в 1801 году.
Галактика испытывает вспышку звездообразования в ядре, причём её спектр довольно необычен: в синей области эмиссионные линии слабые, и, если бы спектр галактики наблюдался только в синей области, эта вспышка звездообразования осталась бы незамеченной. Вывод о вспышке звездообразования следует из видимой морфологии NGC 3471 в оптическом диапазоне, а также из высокой интенсивности линии H-альфа.
Этот объект входит в число перечисленных в оригинальной редакции «Нового общего каталога».